# Амара Конде
Амара Конде (нім. Amara Condé, нар. 6 січня 1997, Фрайберг, Німеччина) — німецький футболіст гвінейського походження, півзахисник нідерландського клубу «Геренвен».

## Ігрова кар'єра

### Клубна
Амара Конде є вихованцем клубних академій німецьких «Баєр 04» та «Вольфсбург». З 2016 року футболіст почав грати за юнацьку команду "вовків", де був капітаном команди. Сезон 2017/18 Конде провів, граючи в оренді в клубі Другої Бундесліги «Гольштайн».
Влітку 2019 року Конде залишив «Вольфсбург» і приєднався до клубу Регіональної ліги «Рот-Вайс» (Ессен), з яким підписав дворічний контракт. Через два роки Конде як вільний агент перейшов до клубу Ліги 3 «Магдебург», з яким в сезоні 2021/22 підвищився до Другої Бундесліги, де в наступному сезоні був призначений капітаном команди.
Перед сезоном 2024/25 Конде перебрався до Нідерландів і став гравцем клубу «Геренвена».

### Збірна
Амара Конде має гвінейське коріння та з 2011 року він виступав за юнацькі збірні Німеччини всіх  вікових категорій.